# Bílý lovec, černé srdce
Bílý lovec, černé srdce (v anglickém originále White Hunter Black Heart) je americký dobrodružný film z roku 1990, který produkoval, režíroval a v němž hrál Clint Eastwood. Je natočen podle stejnojmenné knihy z roku 1953, jejímž autorem je Peter Viertel, který je spolu s Jamesem Bridgesem a Burtem Kennedym autorem scénáře. Scénář byl posledním, který Bridges napsal před svou smrtí v roce 1993.
Film je chabě maskovaným popisem Viertelových zážitků z práce na filmu Africká královna z roku 1951, který se natáčel v Africe v době, kdy zahraniční natáčení amerických filmů bylo vzácné. Hlavní postava, drzý režisér John Wilson (hraje ho Eastwood), je založena na skutečném režisérovi Johnu Hustonovi. Jeff Fahey hraje Peta Verrilla, postavu založenou na Viertelovi. Postava George Dzundza je založena na producentovi Africké královny Samu Spiegelovi. Postava Kay Gibsonové v podání Marisy Berensonové a postava Phila Duncana v podání Richarda Vanstona jsou založeny na Katharine Hepburnové, respektive Humphrey Bogartovi.

## Děj
Na počátku 50. let 20. století je scenárista Pete Verrill pozván svým přítelem, režisérem Johnem Wilsonem, aby přepsal scénář k jeho novému filmu The African Trader. Wilson, známý svou nespoutaností, přesvědčí producenta Paula Landerse, aby se film natáčel výhradně v Africe, ačkoliv to výrazně zvýší náklady. Jeho skutečným záměrem však není film, ale splnění snu o africkém safari.
Po příletu do Entebbe tráví Wilson a Verrill několik dní v luxusním hotelu. Verrill si Wilsona oblíbí, když ho ten brání před antisemitismem a zastává se černošského číšníka. Mezi nimi však vznikají spory o scénář, zvláště o Wilsonovo přání tragického konce filmu.
Wilson a Verrill se přesouvají do tábora lovce Zibelinského a jeho stopaře Kivua. Wilson je posedlý lovem, ignoruje práci na filmu a stále více odcizuje Verrilla, který nechápe jeho touhu zabít majestátního slona. Landers přilétá do Afriky a odhaluje, že studio je na pokraji bankrotu, takže Verrill zůstává. Wilson mezitím svévolně přesune natáčení do Kivuovy rodné vesnice, čímž znehodnotí dříve postavené kulisy.
Přichází herci a Wilson využívá špatného počasí k pokračování lovu, nyní s profesionálním lovcem Ogilvym. Verrill ho znovu sleduje a Wilson konečně narazí na slona, kterého chtěl ulovit. Když ale přijde rozhodující chvíle, není schopen vystřelit. Slon se rozzuří a smrtelně zraní Kivua.
Otřesený Wilson se vrací na natáčení. Zjišťuje, že vesničané bubnují na znamení, že Kivu zemřel kvůli „bílému lovci s černým srdcem“. Přijímá odpovědnost za jeho smrt a nakonec uznává, že Verrill měl pravdu – film potřebuje šťastný konec. Při prvním klapnutí natáčení pokorně pronese: „Akce“.